# Demarcacions Territorials Homologades de la Comunitat Valenciana
En 1987, la Generalitat Valenciana publicà una proposta oficial de Demarcacions Territorials Homologades (DTH) de tres graus, on el primer grau coincideix amb les Comarques del País Valencià. Esta proposta partia d'un informe elaborat en 1985 per la Conselleria d'Administració Pública i que tenia per objectiu facilitat la comarcalització.
La proposta no reeixí, però ha servit de referència per la descentralització administrativa dels diferents serveis oferts per la Generalitat, com l'ensenyament, la sanitat, o l'agricultura. De fet, no hi ha una disposició legal necessària perquè aquestes DTH finalment tinguen la "incidència territorial" prevista, és a dir, òrgans polítics o administratius de nivell comarcal. En canvi, les competències compartides entre diversos municipis s'estan articulant mitjançant la mancomunitat.

## Demarcacions Territorials Homologades de Segon Grau
Es van proposar 16 demarcacions (anomenades DTHs de rang 2) que no són altres que les regions proposades per la Comissió d'Experts i que es corresponen a grans trets amb les governacions eleborades per Roselló, Bernabé i Cabrer (1982), lleugerament modificades.
De vegades són anomenades informalment governacions, seguint el criteri històric de l'administració foral del regne de València.

## Demarcacions Territorials Homologades de Tercer Grau
- Província de Castelló
- Província de València
- Província d'Alacant